# Федерика Чезарини
Федерика Чезарини (на италиански: Federica Cesarini) е италианска състезателка по академично гребане, състезаваща се в дисциплината двойка скул. 
Родена е в Читильо, провинция Варезе, Ломбардия. 
Става олимпийска шампионка на Токио (2020) на двойка скул с Валентина Родини. Състезава се за клуб „G.S. Fiamme Oro“. 

## Участия на Олимпиади
| Олимпиада    | Дисциплина                              | Място |
| ------------ | --------------------------------------- | ----- |
| Токио (2020) | Академично гребане — двойка скул (жени) |       |